# Down to Earth (album de Rainbow)
Pour les articles homonymes, voir Down to Earth.
Albums de Rainbow
Long Live Rock 'n' Roll
(1978) Difficult to Cure
(1981)
Singles
1. Since You Been Gone
Sortie : 28 août 1979
2. All Night Long
Sortie : janvier 1980

Down to Earth, sorti en 1979, est le cinquième album du groupe de hard rock anglais Rainbow fondé par Ritchie Blackmore. Publié par Polydor Records, il est le quatrième album studio et le premier produit par Roger Glover.

## Historique
Au moment de commencer le travail sur le nouvel album, Ritchie Blackmore se retrouve seul avec Cozy Powell. Si Roger Glover est engagé, c'est comme producteur et non comme bassiste. Le travail commence dans la maison de Blackmore dans le Connecticut avec le bassiste de sessions, Clive Chaman qui avait fait partie du Jeff Beck Group avec Powell. Fin 1978, Don Airey arrive dans le groupe et Ritchie essaye de convaincre Ian Gillan de le rejoindre, ce-dernier décline poliment l'offre. C'est finalement Graham Bonnet qui est recruté et Jack Green, bassiste des Pretty Things rejoint le groupe mais ne resta que peu de temps : c'est finalement Roger Glover qui devient le nouveau bassiste de Rainbow.
L'enregistrement se déroule en France au Château Pelly de Cornfeld situé non loin de la commune de Desingy en Haute-Savoie. Il peut se faire grâce au studio mobile Maison Rouge (propriété de Ian Anderson). Le chant est enregistré dans les studios Kingdom Sound de Long Island aux États-Unis.
À l'exception de Since You've Been Gone écrit par Russ Ballard (en) et qui sera un énorme hit-single au Royaume-Uni, toutes les compositions sont coécrites par Blackmore et Glover.
Cet album marque une transition dans l'œuvre de Rainbow entre la période Donjons et Dragons post-Deep Purple incarnée par Ronnie James Dio et un style jugé plus « FM » dans la lignée de Foreigner ou Journey, c'est-à-dire conçu pour être diffusé sur les radios américaines. 
Il se classe à la 6e place des charts britanniques et à la 66e place du Billboard 200 aux États-Unis. Il est certifié disque d'or au Royaume-Uni pour plus de 100 000 exemplaires vendus.

## Titres

### Album original

#### Face 1
| No | Titre             | Auteur                          | Durée |
| -- | ----------------- | ------------------------------- | ----- |
| 1. | All Night Long    | Ritchie Blackmore, Roger Glover | 3:43  |
| 2. | Eyes of the World | Blackmore, Glover               | 6:36  |
| 3. | No Time to Lose   | Blackmore, Glover               | 3:41  |
| 4. | Makin' Love       | Blackmore, Glover               | 4:36  |

#### Face 2
| No | Titre               | Auteur                         | Durée |
| -- | ------------------- | ------------------------------ | ----- |
| 5. | Since You Been Gone | Russ Ballard (en)              | 3:10  |
| 6. | Love's No Friend    | Blackmore, Glover              | 4:52  |
| 7. | Danger Zone         | Blackmore, Glover              | 4:30  |
| 8. | Lost in Hollywood   | Blackmore, Glover, Cozy Powell | 4:51  |

### Réédition 2011 Deluxe Edition
Tous les titres sont signés par Ritchie Blackmore et Roger Glover, sauf indications

### Disc 1
| No  | Titre                                           | Auteur                    | Durée |
| --- | ----------------------------------------------- | ------------------------- | ----- |
| 1.  | All Night Long                                  |                           | 3:53  |
| 2.  | Eyes of the World                               |                           | 6:42  |
| 3.  | No Time to Lose                                 |                           | 3:45  |
| 4.  | Makin' Love                                     |                           | 4:38  |
| 5.  | Since You Been Gone                             | Ballard                   | 3:25  |
| 6.  | Love's No Friend                                |                           | 4:55  |
| 7.  | Danger Zone                                     |                           | 4:31  |
| 8.  | Lost in Hollywood                               | Blackmore, Glover, Powell | 4:51  |
| 9.  | Bad Girl (face B du single Since You Been Gone) |                           | 4:51  |
| 10. | Weiss Heim (face B du single All Night Long)    | Blackmore                 | 5:15  |

### Disc 2
| No  | Titre                                                        | Auteur                    | Durée |
| --- | ------------------------------------------------------------ | ------------------------- | ----- |
| 1.  | All Night Long (version instrumentale)                       |                           | 4:43  |
| 2.  | Eyes of the World (version instrumentale)                    |                           | 6:52  |
| 3.  | Spark Don't Mean a Fire (titre inédit)                       |                           | 3:52  |
| 4.  | Makin' Love (version instrumentale)                          |                           | 4:46  |
| 5.  | Since You Been Gone (version instrumentale)                  | Ballard                   | 4:03  |
| 6.  | Ain't A Lot of Love in the Heart of Me (titre inédit)        |                           | 5:00  |
| 7.  | Danger Zone (version instrumentale)                          |                           | 5:31  |
| 8.  | Lost in Hollywood (version instrumentale)                    | Blackmore, Glover, Powell | 4:03  |
| 9.  | Bad Girl (version instrumentale)                             |                           | 5:04  |
| 10. | Ain't A Lot of Love in the Heart of Me (version alternative) |                           | 5:24  |
| 11. | Eyes of the World (version instrumentale, prise 2)           |                           | 6:11  |
| 12. | All Night Long (Cozy Powell mix)                             |                           | 3:55  |

## Musiciens
- Graham Bonnet : chant
- Ritchie Blackmore : guitares
- Roger Glover : basse
- Cozy Powell : batterie, percussions
- Don Airey : claviers

## Informations sur les titres
- All Night Long et Since You Been Gone sont également sortis en singles et seront certifiés single d'argent au Royaume-Uni (+ de 200 000 exemplaires chacun)
- Since You Been Gone est une reprise du compositeur/musicien anglais Russ Ballard (en) sortie initialement sur son album solo Winning (1976)[2].
- En Angleterre, l'album est sorti dans une édition spéciale pressée sur vinyle transparent (Limited Edition Clear Vinyl)

## Charts et certifications

### Album

#### Charts
| Pays        | Durée du classement | Meilleur classement | Date               |
| ----------- | ------------------- | ------------------- | ------------------ |
| Allemagne   | 9 semaines          | 19e                 | 17 septembre 1979  |
| États-Unis  | 15 semaines         | 66e                 | 6 octobre 1979     |
| Royaume-Uni | 37 semaines         | 6e                  | 1er septembre 1979 |
| Suède       | 4 semaines          | 17e                 | 24 août 1979       |

#### Certifications
| Pays        | Certification | Ventes    | Date             |
| ----------- | ------------- | --------- | ---------------- |
| Royaume-Uni | Or            | 100 000 + | 29 novembre 1979 |

### Singles

#### Charts
| Single                 | Chart            | Durée du classement | Position | Date              |
| ---------------------- | ---------------- | ------------------- | -------- | ----------------- |
| Since You've Been Gone | UK Singles Chart | 10 semaines         | 6e       | 13 octobre 1979   |
| Since You've Been Gone | Hot 100          | 8 semaines          | 57e      | 22 décembre 1979  |
| Since You've Been Gone | Mega Top 50      | 1 semaine           | 47e      | 15 septembre 1979 |
| All Night Long         | UK Singles Chart | 11 semaines         | 5e       | 15 mars 1980      |

#### Certifications
| Single                 | Pays        | Certification | Ventes    | Date             |
| ---------------------- | ----------- | ------------- | --------- | ---------------- |
| Since You've Been Gone | Royaume-Uni | Argent        | 200 000 + | 1er octobre 1979 |
| All Night Long         | Royaume-Uni | Argent        | 200 000 + | 1er avril 1980   |